# Інтелігенція

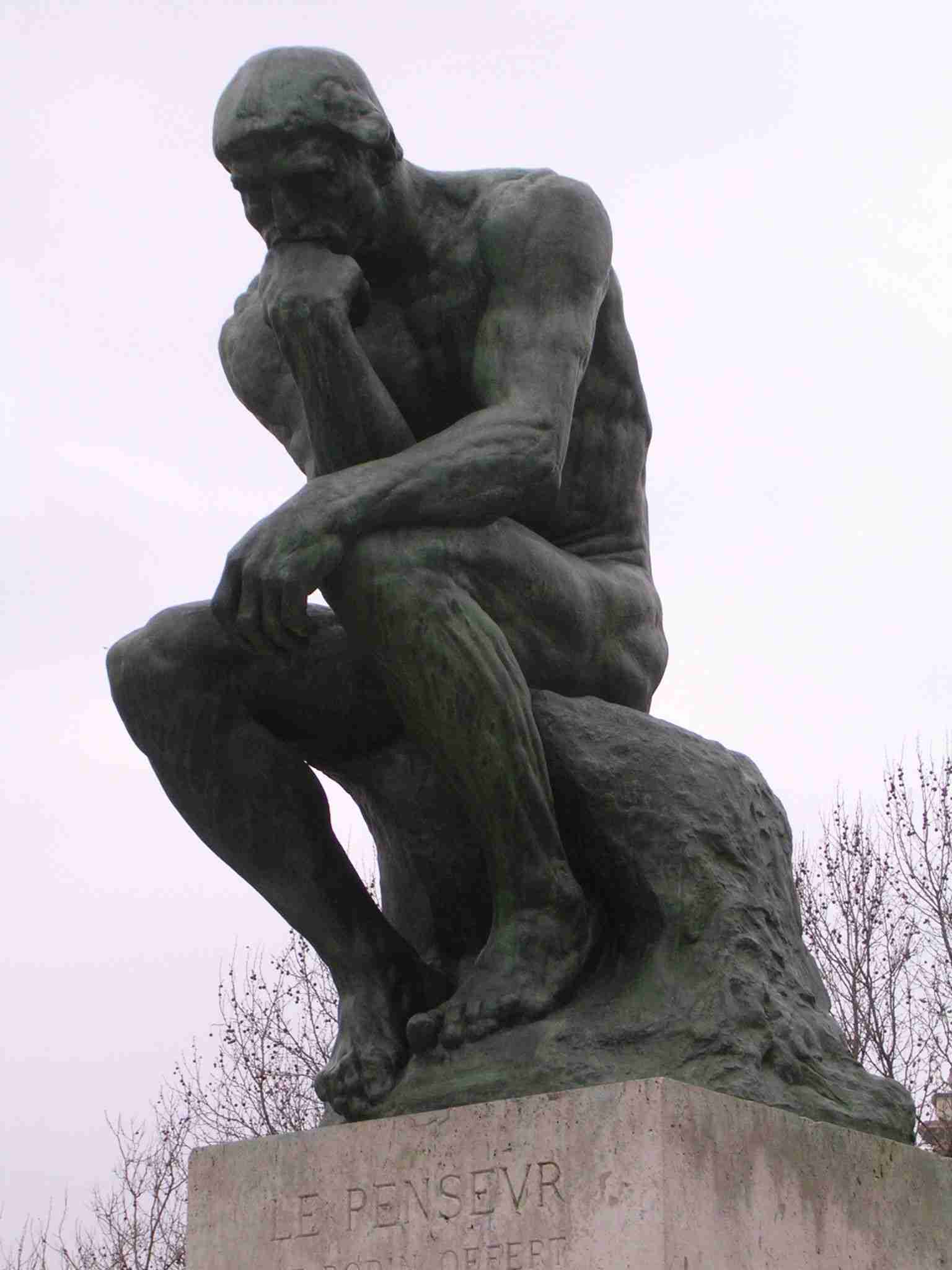
Огюст Роден, «Мислитель», 1880

Інтелігенція (від пол. Inteligencja та лат. intelligentia) — суспільний прошарок, соціокультурне співтовариство; у широкому розумінні — люди розумової праці, що в першу чергу зайняті у таких сферах суспільної діяльності, як освіта, наука, мистецтво (згодом до них приєдналися охорона здоров'я та розвиток технологій і виробництва) і мають для цього відповідну освіту.
Поняття інтелігенція з'явилося у ХІХ столітті у Польщі і є специфічним для Російської імперії та країн, які історично входили в сферу її культурного і мовного впливу; це позначення частини середнього класу, що переважно зайнята розумовою працею.

## Генеза поняття
Термін походить з Польщі, яка, будучи більш культурно розвиненою європейською країною, у XVIII–XX ст. була частково анексована Російською імперією і здійснила значний вплив на генезу російської культури та російського суспільства.
Вперше в письмовій літературі поняття інтелігенція було використане у 1844 році польським вченим, публіцистом та політиком Каролем Лібельтом (Karol Libelt). У своїй праці «O miłości Ojczyzny» (1844, «Про любов Батьківщини») Лібельт визначив статус інтелігенції як класу добре освічених людей, які беруть на себе зобов'язання забезпечити моральне лідерство. Це вчені, вчителі, юристи, інженери та ін. — тобто інтелігенція — це «керівництво через вищу просвіту».
У Росії це поняття в 1845 вперше використав російський літературний критик та публіцист із польськими коріннями Віссаріон Бєлінський 1811—1848). А популяризував це поняття в Росії у 60-х рр. ХІХ ст. письменник Петро Боборикін (1836—1921). Він стверджував, що створив концепцію інтелігенції як соціальної верстви. Він також вважав, що російське слово «интеллигенция» походить від нім. Intelligenz, що означає «інтелект», «розумові здібності». Він описував цим визначенням суспільний прошарок людей, які зайняті в інтелектуальних професіях. Боборикін поширив визначення інтелігенція на творців культури та ідеології, до яких належали також художники, як творці високої культури.

## Генеза прошарку інтелігенції в Росії
У Росії, внаслідок відсутності модернізації соціальних процесів феодального суспільства, досить пізно відносно до Західної і Центральної Європи відбулося формування «третього соціального стану» — міської буржуазії, чиєю органічною складовою й були люди розумової праці. До середини 19-го ст. у Росії розумова праця — це заняття, головним чином, аматорської «дворянської інтелігенції» та духовенства (монашества, чернецтва). Лиш із другої половини-кінця 19-го ст. в Росії завдяки соціальним чинникам помітно зростає прошарок «різночинців», з чийого середовища й починають походити відомі діячі мистецтва, культури, науки.
Що стосується культурно-ідейних чинників зародження власної самосвідомості російської інтелігенції, то думка істориків поділяється на три основні точки зору. Перша група авторів, починаючи з М. О. Бердяєва та Г. П. Федотова, вважають за початок розпад єдиної державно-дворянської культури та проникнення на російський ґрунт німецької класичної філософії (російсьскі «гуртки» по її вивченню 1830-х — 1840-х років). Друга група авторів (Б. А. Успенський та ін.) вважає, що російськ інтелігенція з'являється як реакція на інституціоналізацію доктрини С. С. Уварова «православ'я—самодержав'я—народність» як державної ідеології. Обидві групи сходяться на тому, що народження російської інтелігенції хронологічно приходиться на миколаївску епоху. Альтернативна позиція виражена тезою про початок «дворянської інтелигенції» з літераторів післяпетровської епохи середини 18 ст. (радянський літературознавець 1930х-40х років Г. О. Гуковський).

## Радянська доба
У СРСР, в епоху офіційного державного «соціалізму», в умовах відсутності та законодавчої заборони приватної власності взагалі та приватної власності на продукти розумової праці зокрема, на державному рівні було санкціоновано поділяти суспільство на «дружні класи» (робітники і селяни), «ворожі класи» (буржуазія, дворянство та духовенство), та «прошарок» — інтелігенція.
Засновник радянської держави та її головний «філософ» і ідеолог — В. І. Ленін — концентровано цинічно, але відверто та регулярно визнавав ставлення керівної більшовицької партії до інтелігенції лаконічним російським словом — «говно». Більшовицька влада, чиїм гаслом, ідеєю та доктриною було так зване «безкласове суспільство» після знищення в країні класів власників (дворянства, буржуазії та заможного селянства), також цілеспрямовано знищувала і залишки «середнього прошарку».
В другій половині 20-го століття, в часи «Холодної війни» — військового протистояння з Заходом і інтенсивних перегонів озброєнь або так званої соціалістичної «Науково-технічної революції» (НТР) — гіпертрофії важкої промисловості (Військово-промислового комплексу — ВПК) і утискання «невиробничої» сфери суспільної діяльності — Комуністична партія змушена була визнати «корисність» залишків вітчизняного «розумового» прошарку. Згідно з останніми версіями офіційної марксистсько-ленінської «соціологічної» доктрини («науковим комунізмом»), соціалістична інтелігенція відігравала підлеглу роль між «більш революційно-прогресивними» та «свідомими» класами — «пролетаріатом» та «соціалістичним колгоспним селянством» (в дійсності радянська інтелігенція мусила грати підлегло-служиву роль при партноменклатурі) та поділялась на «загони»: науково-технічна інтелігенція, мистецька інтелігенція, освітня інтелігенція тощо.

## Антитеза: інтелігент— інтелектуал
На території Російської імперії, а потім — СРСР, а відтак і на території України поширена точка зору про необхідність розрізняти інтелектуала й інтелігента, вбачаючи різницю у тому, що інтелектуал є (певною мірою, «вузьким») спеціалістом у конкретній галузі науки або інженерії, в той час як інтелігент вирізняється широкою ерудицією в літературі, мистецтві, науці і техніці, а також одночасно в духовній культурі) та, бажано, є «моральним авторитетом».
У працях нобелівського номінанта, лауреата золотої медалі Корнеллського університету США Віталія Тепікіна представлена найсучасніша на сьогоднішній день класифікаційна система інтелігенції, що дозволяє диференціювати її від групи інтелектуалів за низкою ознак: 
1) передові для свого часу моральні ідеи;
2) активна розумова робота та безперервна самоосвіта;
3) патріотизм, заснований на вірі у свій народ і беззавітної, невичерпної любові до малої та великої Батьківщини;
4) творча невтомність всіх загонів інтелігенції (а чи не лише художньої її частини, як багатьма прийнято вважати), подвижництво;
5) незалежність, прагнення до свободи змовираження і набуття в ній себе.
6)   критичне ставлення до чинної влади, засудження будь-яких проявів несправедливості, антигуманізму, антидемократизму;
7)   вірність своїм переконанням, підказаним совістю, в найважчих умовах і навіть схильність до самозречення;
8)   неоднозначне сприйняття дійсності, що веде до політичних коливань, а часом - і прояву консерватизму;
9)   загострене почуття образи в силу нереалізованості (реальної або уявної), що іноді призводить до граничної замкнутості інтелігента;
10)   періодичне нерозуміння, неприйняття один одного представниками різних загонів інтелігенції, а також одного загону, що викликано нападами егоїзму і імпульсивності (найчастіше характерно для художньої інтелігенції).
У постіндустріальних суспільствах — в країнах Західної Європи, Північної Америки, в Японії, Південній Кореї і т. д. — поняття «інтелектуал» (від лат. intellegere; intellectio; intellectivus; intellectus — відчувати, пізнавати; розуміння, витлумачення змісту; умоглядний, теоретичний; відчуття, сприйняття; розуміння, уявлення, пізнання) має радше культурологічне ніж соціологічне значення. Цим словом визначають не стільки людей, зайнятих розумовою працею у сфері культури, мистецтва та науки, скільки в значно більшій мірі — творчих персон, схильних до рефлексії, розмірковування. Це, в першу чергу, публіцисти, журналісти, письменники, художники, актори, мистецтвознавці, а також учені, педагоги, медики.
В міру подальшої конвергенції та культурного взаємообміну між країнами Західної та Східної Європи, відмирання рудиментів радянського «безкласового» суспільства й, отже, формування «середнього класу» — відбувається редукція поняття «інтелігенція» у його російському (штучному) розумінні та наближення поняття «інтелектуал/-ли» до його західно-європейського тлумачення.

## Цитати
Про інтелігенцію в Росії
- Генадій Хазанов, російський актор і режисер:|  | У Росії інтелігент - це людина, у якого не склалася доля. Інтелігент - винахід суто російський і, якщо в Росії буде розвиватися нормальний капіталізм, інтелігенція взагалі відімре як клас. |

## Виноски
1. ↑  Петр Боборыкин. Русская интеллигенция. — журнал «Русская мысль», № 12, 1904.
2. ↑  Петро Боборикін. Подгнившие «Вехи». — Сб. статей «В защиту интеллигенции». Москва, 1909, с. 119—138 [Архівовано 4 березня 2016 у Wayback Machine.]
3. ↑  С. В. Мотин. О понятии «интеллигенция» в творчестве И. С. Аксакова и П. Д. Боборыкина [Архівовано 6 квітня 2015 у Wayback Machine.]. — Известия Пензенского гос. пед. университета им. В. Г. Белинского. № 27, 2012
4. ↑  А. Зорин. Уваровская триада и самосознание русского интеллигента. [Архівовано 28 травня 2013 у Wayback Machine.](рос.)
5. ↑  В. И. Ленин. Полное собрание сочинений (ПСС). Москва: Изд-во политической литературы, 1978 г. — Т. 51, стр. 48-49.
6. ↑  gordon.com.ua:  Інтерв'ю Дмитру Гордону [Архівовано 2016-11-16 у Wayback Machine.]. 10.08.2009